# Dora di Rhêmes
La Dora di Rhêmes (pron. fr. AFI: [ʁɛm]; Doire de Rhêmes in francese) è un torrente che solca la val di Rhêmes nella Valle d'Aosta. È affluente del torrente Savara.

## Percorso
La Dora di Rhêmes nasce ad un'altezza approssimativa di 2.700 m s.l.m. da una serie di piccoli torrentelli provenienti dai ghiacciai Lavassey, Du Fond, Sauches e Tsanteleina nella località detta Source de la Doire (dal francese, "Sorgente della Dora"). Una parte rilevante del suo bacino idrografico è quindi composta da ghiacciai (12,7 km², ovvero quasi il 10% del totale), sia pure in fase di ritiro.
Il torrente si dirige in modo quasi rettilineo verso nord attraversando i comuni di Rhêmes-Notre-Dame, Rhêmes-Saint-Georges e Introd, e si getta quindi nel Savara non lontano da Villeneuve.

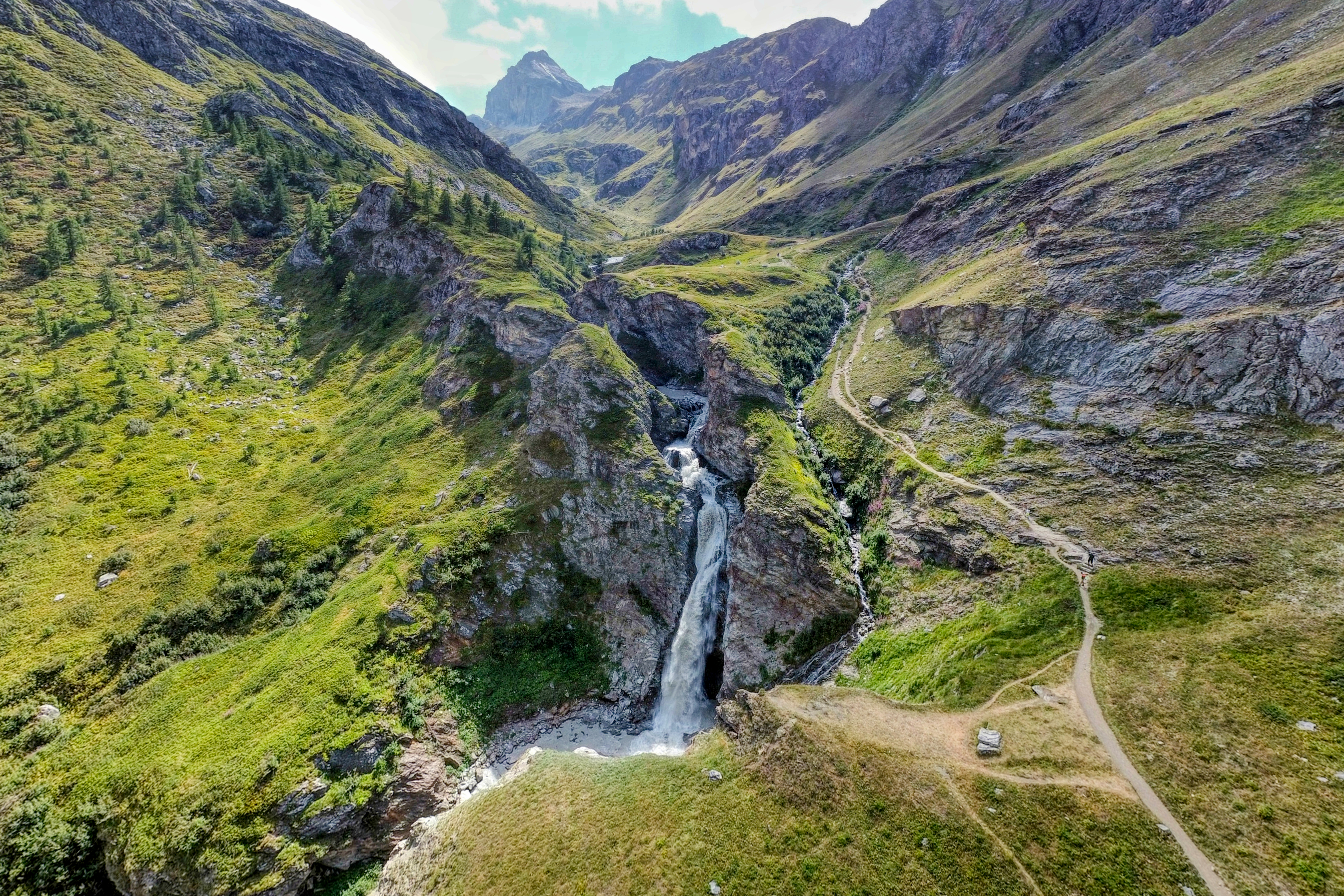
Cascata del torrente Barmaverain. Sullo sfondo, la Granta Parey.

A Villeneuve, in località Champagne, si trova la centrale idroelettrica di Champagne 1, in gestione alla CVA, che ne sfrutta le acque.